# Stephen Lee
Stephen Lee (* 12. říjen 1974 Trowbridge, Anglie) je od roku 1992 profesionální hráč snookeru. Nejvyšší breaku dosáhl 144 bodů na turnaji Thailand Open v roce 2002.

## Úspěchy
- 4 vítězství v nebodovaném turnaji
- 1998, 2001 vyhrálGrand Prix/LG Cup
- 2002 Regal Scottish Open
- 2006 Welsh Open

- 25.9.2013 - Stephen Lee dostal za ovlivňování zápasů kvůli sázkám dvanáctiletý distanc. /WPBSA Statement: "Stephen Lee is found guilty of "agreeing an arrangement… [and of] …accepting or receiving or offering to receive… payment or… other… benefit… in connection with influencing the outcome or conduct of" each of the seven matches"/
- Trest se započítává od 12.10.2012, vyprší tedy 12.10.2024
- Navíc musí zaplatit pokutu 40 tisíc liber (asi 1,2 milionu korun).